# Finale de la Ligue des nations de l'UEFA 2022-2023
La finale de la Ligue des nations 2022-2023 est une rencontre sportive de football.
C'est le 52e et dernier match de la Ligue des nations 2022-2023, ainsi que le 4e et dernier match de la phase finale de la compétition. La rencontre se joue au stade Feijenoord à Rotterdam aux Pays-Bas à 20 h 45 heure locale, le 18 juin 2023, et voit s'affronter l'Équipe de Croatie et l'Équipe d'Espagne. Cette dernière s'impose aux tirs au but, après prolongation (0 - 0, t. a. b. 5 - 4), et remporte ainsi sa première Ligue des nations.

## Parcours respectifs
| Rang | Équipe     | Pts | J | G | N | P | Bp | Bc | Diff |
| ---- | ---------- | --- | - | - | - | - | -- | -- | ---- |
| 1    | Croatie    | 13  | 6 | 4 | 1 | 1 | 8  | 6  | +2   |
| 2    | Danemark   | 12  | 6 | 4 | 0 | 2 | 9  | 5  | +4   |
| 3    | France T   | 5   | 6 | 1 | 2 | 3 | 5  | 7  | -2   |
| 4    | Autriche P | 4   | 6 | 1 | 1 | 4 | 6  | 1  | +5   |

| Rang | Équipe     | Pts | J | G | N | P | Bp | Bc | Diff |
| ---- | ---------- | --- | - | - | - | - | -- | -- | ---- |
| 1    | Espagne    | 11  | 6 | 3 | 2 | 1 | 8  | 5  | +3   |
| 2    | Portugal   | 10  | 6 | 3 | 1 | 2 | 11 | 3  | +8   |
| 3    | Suisse     | 9   | 6 | 3 | 0 | 3 | 6  | 9  | -3   |
| 4    | Tchéquie P | 4   | 6 | 1 | 1 | 4 | 5  | 13 | -8   |

## Match
| Match 4 ; Finale                                                   | Croatie                                                 | 0 - 0 ap              | Espagne                                                | Stade Feijenoord, Rotterdam                                                         |                                                                                     |
| Dimanche 18 juin 2023 · 20 h 45 (CEST) · Historique des rencontres |                                                         | (0 - 0, 0 - 0, 0 - 0) |                                                        | Diffuseur : La chaîne L'Équipe Arbitrage : Felix Zwayer Arbitre vidéo : Marco Fritz | Diffuseur : La chaîne L'Équipe Arbitrage : Felix Zwayer Arbitre vidéo : Marco Fritz |
| Dimanche 18 juin 2023 · 20 h 45 (CEST) · Historique des rencontres | Rapport                                                 |                       |                                                        | Diffuseur : La chaîne L'Équipe Arbitrage : Felix Zwayer Arbitre vidéo : Marco Fritz | Diffuseur : La chaîne L'Équipe Arbitrage : Felix Zwayer Arbitre vidéo : Marco Fritz |
| Dimanche 18 juin 2023 · 20 h 45 (CEST) · Historique des rencontres | Vlašić · Brozović · Modrić · Majer · Perišić · Petković | Tirs au but 4 - 5     | Joselu · Rodri · Merino · Asensio · Laporte · Carvajal | Diffuseur : La chaîne L'Équipe Arbitrage : Felix Zwayer Arbitre vidéo : Marco Fritz | Diffuseur : La chaîne L'Équipe Arbitrage : Felix Zwayer Arbitre vidéo : Marco Fritz |

| Croatie | Espagne |

| Gardien de but  | 01 | Dominik Livaković |       |       |
|                 | 14 | Ivan Perišić      |       |       |
|                 | 05 | Martin Erlić      |       |       |
|                 | 06 | Josip Šutalo      |       |       |
|                 | 22 | Josip Juranović   |       | 112e  |
|                 | 08 | Mateo Kovačić     |       |       |
|                 | 11 | Marcelo Brozović  |       |       |
|                 | 10 | Luka Modrić       |       |       |
|                 | 16 | Luka Ivanušec     |       | 78e   |
|                 | 09 | Andrej Kramarić   |       | 90+1e |
|                 | 15 | Mario Pašalić     |       | 61e   |
| Remplaçants :   |    |                   |       |       |
|                 | 17 | Bruno Petković    | 90+2e | 61e   |
|                 | 13 | Nikola Vlašić     |       | 78e   |
|                 | 07 | Lovro Majer       |       | 90+1e |
|                 | 02 | Josip Stanišić    |       | 112e  |
| Sélectionneur : |    |                   |       |       |
| Zlatko Dalić    |    |                   |       |       |

| Gardien de but    | 23 | Unai Simón       |     |     |
|                   | 18 | Jordi Alba       |     |     |
|                   | 14 | Aymeric Laporte  |     |     |
|                   | 03 | Robin Le Normand |     | 78e |
|                   | 22 | Jesús Navas      |     | 97e |
|                   | 08 | Fabián Ruiz      |     | 78e |
|                   | 16 | Rodri            | 97e |     |
|                   | 15 | Yeremi Pino      |     | 66e |
|                   | 09 | Gavi             | 81e | 87e |
|                   | 10 | Marco Asensio    |     |     |
|                   | 07 | Álvaro Morata    |     | 66e |
| Remplaçants :     |    |                  |     |     |
|                   | 12 | Ansu Fati        |     | 66e |
|                   | 20 | Joselu           |     | 66e |
|                   | 06 | Mikel Merino     |     | 78e |
|                   | 04 | Nacho            | 96e | 78e |
|                   | 21 | Dani Olmo        |     | 87e |
|                   | 02 | Dani Carvajal    |     | 97e |
| Sélectionneur :   |    |                  |     |     |
| Luis de la Fuente |    |                  |     |     |

| Homme du match : Rodri |